# 派恩芒廷 (喬治亞州雷本縣)
派恩芒廷（英語：Pine Mountain）是位於美國喬治亞州雷本縣的一個非建制地區。該地的面積和人口皆未知。

## 地理
派恩芒廷的座標為34°56′25″N 83°11′14″W / 34.94028°N 83.18722°W，而該地的平均海拔高度為506米（即1661英尺）。